# 3489 Лотті
3489 Лотті (3489 Lottie) — астероїд головного поясу, відкритий 10 січня 1983 року.
Тіссеранів параметр щодо Юпітера — 3,507.